# Nicu Gingă
Nicu Gingă   (Grăniceri, 10 de març de 1953) és un lluitador romanès, ja retirat, especialista en lluita grecoromana, que va competir durant les dècades de 1970 i 1980.
El 1976 va prendre part en els Jocs Olímpics d'Estiu de Mont-real, on guanyà la medalla de plata en la prova del pes mosca del programa de lluita grecoromana. Quatre anys més tard, als Jocs de Moscou, fou quart en la mateixa prova.
En el seu palmarès també destaquen quatre medalles al Campionat del Món de lluita, dues d'or, una de plats i una de bronze. entre les edicions de 1973 i 1978, així com quatre medalles al Campionat d'Europa de lluita, dues de plata i dues de bronze, entre les edicions de 1974 i 1979; i tres medalles de plata a les Universíades.